# Van Driel
Van Driel, officieel Vervoerservice van Driel B.V., is een vervoersmaatschappij op het gebied van regionaal personenvervoer in Nederland. 
Vervoerservice van Driel is een Noord-Brabants bedrijf gevestigd in Oss. De geschiedenis van Vervoerservice van Driel gaat terug tot 1 januari 1973. Het familiebedrijf is uitgegroeid tot een vervoersonderneming. 
Tot 13 december 2014 reed Van Driel in opdracht van Arriva ook op de stadslijnen in Oss. Vanaf 1 januari 2015 voert Van Driel meerdere streeklijnen in Noord-Brabant uit voor Arriva. Hiervoor werden zeven MAN Lion's City's en MAN Lion's Regio's aangeschaft.